# Comythovalgus plumatus
Comythovalgus plumatus är en skalbaggsart som beskrevs av Fahraeus 1857. Comythovalgus plumatus ingår i släktet Comythovalgus och familjen Cetoniidae. Inga underarter finns listade i Catalogue of Life.